# Giwi Agrba
Giwi Kamugowicz Agrba (ros. Гиви Камугович Агрба, ur. 4 kwietnia 1937 we wsi Kułanyrchua, zm. 27 sierpnia 2014 w Suchumi) – abchaski polityk, minister spraw wewnętrznych Abchazji w latach 1993–1996, szef Służby Bezpieczeństwa Abchazji w latach 2003–2004.

## Życiorys
Agrba urodził się 4 kwietnia 1937 roku w wiosce Kułanyrchua w rejonie Gudauta. W 1954 roku ukończył szkołę średnią we wsi Lychny. Studiował na Wydziale Filologii Suchumskiego Państwowego Uniwersytetu Pedagogicznego. W latach 1958–1960 był pracownikiem naukowym katedry języka abchaskiego. Następne trzy lata spędził w Armii Radzieckiej. W latach 1963–1972 był nauczycielem w szkole w Suchumi. W latach 1972–1974 oraz 1979–1992 pracował na różnych stanowiskach w MSW Abchaskiej ASRR. W latach 1974–1979 był pracownikiem oddziału administracji komitetu obwodowego KPZR.
Od stycznia do sierpnia 1992 roku dowodził pułkiem wojsk wewnętrznych Abchazji. 14 sierpnia 1992 roku, w dniu rozpoczęcia wojny w Abchazji, Agrba wspólnie z Wachtangiem Cugbą zorganizował punkt obrony przeciw wojskom gruzińskim w rejonie szkoły nr 14 i Czerwonego Mostu w Suchumi. W latach 1993–1996 pełnił funkcję ministra spraw wewnętrznych, a w latach 1996–2002 był pierwszym wiceministrem obrony i szefem sztabu generalnego Abchazji. W 1996 roku został awansowany na generała majora, a w 1998 roku na generała porucznika. W kolejnych latach był doradcą prezydenta Abchazji w sprawach wojskowych. 2 kwietnia 2003 roku został szefem Służby Bezpieczeństwa Abchazji. W związku z zabójstwem 9 czerwca 2004 roku jednego z przywódców abchaskiej opozycji, Garriego Ajby, przewodniczącego Amcachary i burmistrza Suchumi w latach 1995–2000, 15 czerwca do dymisji podali się szef Służby Bezpieczeństwa Giwi Agrba, wicepremier Astamur Tarba oraz minister spraw zagranicznych Siergiej Szamba. Prezydent Władisław Ardzinba przyjął dymisję 7 lipca 2004 roku. Stanowiska szefa Służby Bezpieczeństwa objął Michaił Tarba.
Giwi Agrba zmarł nagle 27 sierpnia 2014 roku w Suchumi.

## Życie prywatne
Agrba był żonaty i miał troje dzieci.

## Nagrody
- Order Honoru i Sławy[1]
- Bohater Abchazji[1]